# کورزی
کورزی (به ایتالیایی: Cursi) یک کومونه در ایتالیا است که در استان لچه واقع شده‌است.

## خصوصیات
کورزی ۸ کیلومترمربع مساحت و ۴٬۲۴۴ نفر جمعیت دارد و ۹۰ متر بالاتر از سطح دریا واقع شده‌است.

## خواهرخوانده
شهر Marzano di Nola خواهرخواندهٔ کورزی هست.